# Gunga Din (dikt)
"Gunga Din" är en dikt av Rudyard Kipling som publicerades 1890. Den handlar om en bhisthi vid namn Gunga Din som tjänar brittiska soldater och offrar sitt liv för att rädda dem från deras fiender. Dikten är mest känd för sin slutord: "By the livin' Gawd that made you, you're a better man than I am, Gunga Din". Dikten filmatiserades 1939 med titeln Gunga Din – lansiärernas hjälte.